# Микеладзе, Михаил Герасимович
Михаил Герасимович Микеладзе (1899—1975) — советский военачальник, генерал-майор (14 октября 1942).

## Биография
Родился 10 октября (22 октября по новому стилю) 1899 года в деревне Кильда Тифлисской губернии.
В Русской императорской армии служил с декабря 1915 по апрель 1918 года, последнее звание — подпоручик.

### Гражданская война
Участник Гражданской войны в России. В армии Грузинской демократической республики находился с февраля 1919 по март 1921 года, воевал против турецких войск. В Красной Армии — с марта 1921 года. Был назначен командиром караульной роты Кутаисского губернского военкомата. С мая этого же года — командир Потийского района Всевобуча, с августа — командир роты 3-го Грузинского стрелкового полка 1-й стрелковой дивизии. С декабря 1922 по апрель 1923 года Микеладзе находился на повторных командных курсах при Особой Кавказской армии, затем продолжил службу в 1-й стрелковой дивизии этой же армии, где был командиром роты 1-го Грузинского стрелкового полка, затем — командиром батальона 2-го Грузинского стрелкового полка.

### Межвоенное время
С апреля 1932 года был слушателем Военной академии РККА им. М. В. Фрунзе, по окончании которой с мая 1936 года исполнял должность начальника штаба сначала 2-й Кавказской, затем (с марта 1937 года) — 63-й Грузинской, а с июля 1938 года — 29-й стрелковых дивизий. С августа 1939 года — преподаватель кафедры тактики Военной академии РККА им. М. В. Фрунзе, с апреля 1941 года — старший преподаватель кафедры службы штабов этой академии.

### Великая Отечественная война
C началом Великой Отечественной войны М. Г. Микеладзе был направлен в распоряжение Ставки ВГК для выполнения специальных заданий, принимал участие в обороне городов Брянск, Москва, Курск, Белгород и Харьков. С января 1942 года был ответственным представителем Главупраформа Красной армии в соединениях, с апреля этого же года — ответственным представителем Главупраформа Красной армии по формированию частей. В мае 1942 года был назначен командиром 195-й стрелковой дивизии, оборонявшей Воронеж. После ранения в августе этого же года находился на излечении и после излечения был переведен в распоряжение наркома внутренних дел СССР. С октября 1942 года — начальник штаба 46-й армии, оборонявшей Главный Кавказский хребет. После разгрома немцев на Северном Кавказе армия была выведена в резерв, а генерал-майор М. Г. Микеладзе был назначен заместителем командира 20-го гвардейского стрелкового корпуса. С июля 1943 года — командир 7-й гвардейской воздушно-десантной дивизии на Степном фронте. В августе этого же года был снова ранен и после лечения направлен командиром той же дивизии. В апреле 1944 года Микеладзе был назначен командиром 10-й гвардейской воздушно-десантной дивизии 2-го Украинского фронта. В этих боях Микеладзе был вновь ранен и направлен в госпиталь. С октября 1944 года и до конца войны служил командиром 13-го стрелкового корпуса Закавказского фронта, который в боевых действиях не участвовал, выполнял задачи по прикрытию южной государственной границы СССР и Черноморского побережья.

### После войны
После войны, с сентября 1945 года, генерал-майор М. Г. Микеладзе был заместителем командующего 18-й армией в Тбилисском военном округе. С августа 1946 года — командир 414-й стрелковой дивизии, с марта 1947 года — заместитель начальника тыла Закавказского военного округа. С мая 1953 года занимался преподавательской деятельностью — был начальником военной кафедры Грузинского политехнического института. С декабря 1955 года находился в запасе.
Занимался общественной деятельностью — был депутатом Верховного Совета Грузинской ССР 2-го созыва.
Умер 5 июля 1975 года в Тбилиси.

## Награды
- Награждён орденом Ленина, тремя орденами Красного Знамени, орденами Суворова 2-й степени и Богдана Хмельницкого 2-й степени[3], а также медалями.